# Аль-Вадаи, Сайед
Сайед Ахмед Алаа Ахмед Аль-Вадаи (араб. سيد الوادعي‎; 8 июля 2008, Манама) — бахрейнский футболист, нападающий клуба «Вильярреал» и сборной Бахрейна.

## Клубная карьера
Аль-Вадаи начал свою футбольную карьеру в возрасте семи лет в молодёжной академии бахрейнского клуба «Манама Клаб». Позже он присоединился к академии испанского клуба «Вильярреал», где помог команде до 16 лет выиграть Кубок Академии «Вильярреала» в 2024 году и занять второе место на турнире Yellow Cup 2024, став лучшим бомбардиром соревнования.

## Карьера в сборной
28 декабря 2024 года Аль-Вадаи дебютировал за национальную сборную Бахрейна в проигранном (1:2) матче против Йемена в Кубке Арабского залива. Впоследствии Бахрейн выиграл 26-й Кубок Арабского залива.

## Достижения
Сборная Бахрейна
- Обладатель Кубка Арабского залива: 2024/25